# Amadeo (príncipe de Acaya)
Amadeo de Saboya, Amadeo de Piamonte o Amadeo de Saboya-Acaya (1363-7 de mayo de 1402) fue hijo de Jacobo del Piamonte y de su tercera mujer, Margarita de Beaujeu. El testamento de su padre del 16 de mayo de 1366 lo declaró primogénito (al medio hermano de Amadeo Jacobo lo consideraba un traidor) y heredero suyo. En 1367, sucedió al padre en los títulos de señor del Piamonte (1368-1402) y príncipe de Acaya, si bien no pasó de pretendiente de este señorío. También fue señor de Piñerol.

## Infancia y casamiento
Amadeo nació en 1363, hijo de Jacobo, señor del Piamonte, y de Margarita de Beaujeu (1346-1402). A la madre se le retiró la custodia de Amadeo cuando aún era un niño, para entregarlo a Amadeo VI de Saboya, con quien vivió en Chambéry. Regresó al Piamonte en 1378, cuando alcanzó la mayoría de edad. En 1380, recibió la dispensa papal para casarse con una pariente en tercer o cuarto grado, matrimonio prohibido en general por la Iglesia. Amadeo pudo así desposar a Catalina († 1407), hija del conde Amadeo III de Ginebra y de Matilde de Auvernia, el 22 de septiembre de ese año, en el castillo de Duingt.

## Heredero de su padre
Había sucedido a su hermano, Felipe II, como señor del Piamonte en 1368. Según Samuel Guichenon, era heredero universal de su difunto padre desde el año anterior, merced a la influencia de su madre y segunda esposa del difunto, Margarita de Beaujeu, que había logrado preterir al hermano mayor, Felipe, fruto del primer matrimonio de Jacobo con Sibila de Baux. Ese mismo año de 1368, reclamó al papa Clemente VII el reconocimiento de sus derechos al principado de Acaya, que obtuvo en 1387.

## Maniobras políticas
Llevó a cabo diversas maniobras diplomáticas y preparativos militares entre 1387 y 1391 para recuperar el principado de Acaya, pero finalmente no lo logró. Quedó retenido en Saboya debido a los conflictos surgidos por la regencia del joven Amadeo VIII de Saboya tras la muerte en 1391 de Amadeo VII.
Nerio I Acciaioli, duque de Atenas, había sido un antiguo empleador de la Compañía navarra, pero había abandonado a sus antiguos aliados tras haber sido encarcelado durante un año en Listrina a partir de septiembre de 1389 por el maestre navarro Pedro de San Superano; entabló conversaciones con Amadeo, que había escrito cartas de condolencia a sus familiares en las que lamentaba su cautiverio. Los representantes de Amadeo se reunieron con Nerio el 29 de diciembre de 1391 en la capilla del palacio de la Acrópolis y firmaron un pacto contra los navarros que controlaban Morea. Nerio acordó reconocer a Amadeo como príncipe de Acaya y soberano suyo por la posesión que tenía del señorío de Corinto y del ducado de Atenas y Neopatria. Mientras tanto, Amadeo también había estado negociando con Pedro y este se había asegurado el reconocimiento de los navarros de su título a cambio de la confirmación de las vastas posesiones de estos. Venecia también había llegado a un acuerdo con Amadeo y estaba lista para transportarlo con su ejército por mar a Grecia a cambio de su colaboración en la reconquista de Argos al Despotado de Morea. Por añadidura, Amadeo mantenía contactos con el déspota Tomás Paleólogo. Finalmente, se hizo una lista de todos los vasallos francos del príncipe de Acaya y se la envió a Amadeo, que finalmente no hizo uso de ella. Amadeo fue a Génova para embarcarse hacia el este, pero nunca puso un pie en Grecia, porque falleció repentinamente el 7 de mayo de 1402. Fue enterrado en la iglesia de San Francisco de Piñerol.

## Familia
Amadeo y su esposa tuvieron cuatro hijas:
- Margarita (1382/89-23 de noviembre de 1464), que desposó en 1403 a Teodoro II de Montferrato, beatificado por el papa Clemente IX en 1669. Ya viuda, fue abadesa de Santa Catalina de Alejandría, en Albe;
- Bona (21 de junio de 1390-después de 1392), probablemente muerta joven;
- Matilda (1390/1403-14 de mayo de 1438), casada con Luis III del Palatinado en 1417 y
- Catalina (1400-?).

Le sucedió su hermano Luis.